# Chelsea Headhunters
Os Chelsea Headhunters são uma torcida ultra do Chelsea Football Club muito famosa no Reino Unido por causar eventos de hooliganismo. Os Chelsea Headhunters estão associados a organizações paramilitares legalistas da Irlanda do Norte, como a Associação de Defesa do Ulster, e a partidos políticos, como o British National Front.

## Contexto
Há um racismo generalizado entre a gangue e vínculos com várias organizações supremacistas brancas, como o Combat 18 e a National Front. A gangue também se filiou a organizações paramilitares leais da Irlanda do Norte, tais como a Associação de Defesa do Ulster e a Ulster Volunteer Force.
Eles foram infiltrados pelo repórter de investigação Donal MacIntyre para um documentário exibido na BBC em 9 de novembro de 1999, no qual MacIntyre posou como um aspirante a membro do Chelsea Headhunters. Ele tinha uma tatuagem do Chelsea aplicada a si mesmo por autenticidade, embora os hardcore tenham ficado surpresos por ele ter escolhido o odiado  "Millwall Lion" em vez do leão erecto do Chelsea dos anos 60. Ele confirmou o racismo dos caçadores de cabeças e suas ligações com o Combat 18, incluindo um membro de alto escalão que havia sido preso em uma ocasião por posse de material relacionado ao Ku Klux Klan. O programa levou a prisões e várias condenações. Um membro do Headhunters, Jason Marriner, que foi condenado e enviado à prisão como resultado do programa, escreveu desde então um livro, Stitch-Up For a Blue Sole, afirmando ter sido criado por MacIntyre e a BBC. Ele afirma que as filmagens foram manipuladas, 'incidentes' foram fabricados e eles foram condenados apesar de não terem nenhuma filmagem deles cometendo crimes.
O filme de Nick Love The Football Factory apresentou os Headhunters em um relato fictício. O filme enfoca principalmente a rivalidade violenta da empresa com os Bushwackers Millwall. Jason Marriner foi tema de um lançamento em DVD 'Jason Marriner - Football Hooligan' dirigido por Liam Galvin (Gangster Toy Videos).
Kevin Whitton, um membro de destaque do grupo ultra, foi condenado a prisão perpétua em 8 de novembro de 1985 por agressão violenta após ser considerado culpado de envolvimento em um ataque a um pub em King's Road. Depois que Chelsea perdeu uma partida, Whitton e outros hooligans invadiram a cervejaria, entoando "War! War! War!". Quando eles saíram alguns minutos depois, com um deles gritando: "Seus malditos americanos! Vindo para cá, tomando nossos empregos", o gerente americano do bar, Neil Hansen de 29 anos, estava deitado no chão, perto da morte . A sentença de Whitton foi reduzida para três anos no recurso de apelação em 19 de maio de 1986. O fã responsável pela agressão real, Terence Matthews, Wandsworth (na época com 25 anos), foi preso logo após a condenação de Whitton e mantido sob custódia para aguardar julgamento. Ele foi considerado culpado de participar da violência em 13 de outubro de 1986 e condenado a quatro anos de prisão. Matthews voltou à atenção pública em junho de 2002 quando ele e seu filho de 21 anos William receberam dois anos de prisão depois que eles e outro homem foram condenados por agressão a dois policiais em Morden, Surrey.
Em 13 de fevereiro de 2010, os membros do grupo hooliganista entraram em confronto com a Soul Crew de Cardiff City no empate da quinta rodada da FA Cup em Stamford Bridge. Em 25 de março de 2011, 24 pessoas foram condenadas por participar da violência, que resultou em vários feridos (incluindo um policial cuja mandíbula foi quebrada) no Isleworth Crown Court. Todos os condenados receberam ordens de proibição de todos os campos de futebol na Inglaterra e no País de Gales, variando de três anos a oito anos. Dezoito deles receberam sentenças de prisão de até dois anos.
Os headhunters estiveram envolvidos em distúrbios em Paris antes de uma final das quartas de final da Liga dos Campeões da UEFA na temporada 2013–14 entre Paris Saint-Germain e Chelsea em 2 de abril de 2014. Cerca de 300 hooligans estiveram envolvidos em violência pré-planejada ao redor da cidade, com hooligans hardcore tendo evitado a detecção policial entrando na França via Bélgica.
Em fevereiro de 2015, um grupo de torcedores do Chelsea Football Club, que tinham viajado para assistir uma partida da Liga dos Campeões da UEFA, foram filmados, no Metropolitano de Paris, cantando músicas racistas e empurrando um homem negro, de origem mauritânia, para fora do vagão.

## Aliados
Em 2000, o Chelsea Headhunters formou uma aliança temporária com outros hooligans britânicos apoiando Linfield Football Club, Rangers Football Club, Cardiff City Football Club, Swansea City Association Football Club e Leeds United Football Club liderado pela The Herd (um hooligan formado por torcedores do Arsenal, para atacar torcedores do Galatasaray em Copenhaga e torcedores turcos em Bruxelas durante a Euro 2000, como parte da vingança da semifinal da Copa da UEFA de 1999–00 por um torcedor do Galatasaray. Outros aliados eram torcedores da Lazio e do Hellas Verona. Chelsea Headhunters 'top boy' ('top' indicando sua posição dentro da hierarquia da quadrilha de hooligans) Jason Marriner também aparece em uma foto ao lado de Randy Ollins, hooligans do Linfield, na autobiografia de Blaney The Undesirables com uma legenda de Blaney elogiando os Headhunters por serem uma das principais empresas, indicando um respeito mútuo entre os Headhunters e o grupo hooliganista Inter City Firm do West Ham United.